# Sage ERP X3
Sage ERP X3 – zintegrowany, sieciowy system ERP firmy Sage Group. Łączy w sobie narzędzia analityczne i sprawozdawcze, narzędzia do kontroli finansowej, księgowej i zarządczej oraz do zarządzania działalnością (produkcja, zakupy, sprzedaż i magazyny). Usprawnia wymianę informacji pomiędzy partnerami w biznesie, w tym między innymi klientami, dostawcami i podwykonawcami. System przeznaczony jest dla średnich i dużych przedsiębiorstw, zatrudniających od 50 do 5000 pracowników. Skierowany do firm o rozproszonych lokalnych strukturach organizacyjnych oraz firm rozległych z międzynarodowymi centralami.
Ma szeroki zakres funkcjonalności wsparty systemem obiegu dokumentów i narzędziami Business Intelligence.
Platformy systemowe to Windows, Linux i Unix; platformy bazodanowe: Oracle i MS SQL; pełna integracja z pakietem MS Office.
Łączna liczba klientów na całym świecie – ponad 3 tys. w 53 krajach, ponad 165 000 użytkowników. Obsługuje 11 legislacji i 9 języków, w tym polski i chiński.

## Historia
- 1999 – premiera w Europie: system dla finansów i sprzedaży na platformie Unix;
- 2000 – zintegrowany system ERP, obsługujący także produkcję, premiera w Ameryce Północnej, dostępny w 5 krajach;
- 2002 – nowa architektura produktu: pierwszy w pełni sieciowy system ERP dla średnich przedsiębiorstw, dostępny na platformach (Windows, Unix i Linux);
- 2004 – pojawiają się dodatkowe funkcjonalności: portal, usługi sieciowe, premiera w Chinach, dostępny w 18 krajach;
- 2005 – firma Sage Group plc przejmuje grupę Adonix, francuskiego producenta pierwszej wersji systemu;
- 2007 – oprogramowanie zostaje rozbudowane o zintegrowany system wspomagania decyzji i obieg dokumentów drugiej generacji, system dostępny jest w 35 krajach;
- 2010 – premierę ma 6 wersja systemu Sage ERP X3.